# Karla Sichelschmidt
Karla Sichelschmidt (* 9. Januar 1961 in Schwelm) ist eine deutsche Juristin. Ab Oktober 2005 war sie Leiterin des Landeskirchenamtes München der Evangelisch-Lutherischen Kirche in Bayern. Die Amtszeit war befristet bis zum 30. September 2015 und wurde nach einer Entscheidung des zuständigen Berufungsausschusses der Landessynode nicht verlängert. Ab dem 1. Oktober 2015 war sie in der Personalabteilung  des Landeskirchenamts München als Leitende Kirchenrechtsdirektorin für Dienst- und Hochschulrecht zuständig. Seit November 2016 arbeitete sie freiberuflich für das Goethe-Institut Kairo als Referentin in verschiedenen zivilgesellschaftlichen Projekten zusammen mit ägyptischen, libanesischen und jordanischen Partnerorganisationen.
Außerdem betreute sie den Neubau des Goethe-Instituts Kairo (2. Bauphase) und vertrat die Interessen des Instituts ggü. der Bundesrepublik Deutschland als Bauherr und den ausführenden Bauunternehmen.
Diese Tätigkeit endete mit der Inbetriebnahme des Neubaus im Sommer 2019.
Ab 15. September 2019 trat sie die Stelle als Kanzlerin der Hochschule Weihenstephan - Triesdorf an. Dort ist sie Vorgesetzte des nichtwissenschaftlichen Personals, außerdem für Haushalt und Recht zuständig.

## Werdegang
Karla Sichelschmidt studierte Rechtswissenschaft in Passau, Bonn und München, arbeitete u. a. als Referentin für Dienst- und Arbeitsrecht im Landeskirchenamt München. Weitere Stationen führten Sichelschmidt in das Bayerische Wirtschaftsministerium und als Leiterin des Bereiches Presse-Information und  Eingaben an den Bundesrat. 1999 wurde sie zur  Oberlandeskirchenrätin im Landeskirchenamt  der Ev-luth. Landeskirche in  Braunschweig berufen und leitete dort die Rechtsabteilung. 2005 wurde sie zur  Oberkirchenrätin der ev-luth. Landeskirche Bayern und zur  Leiterin des Landeskirchenamtes München berufen. In diesem Amt war sie die  Chefjuristin der Ev.-luth. Landeskirche Bayerns. Dr. Karla Sichelschmidt ist seit dem 15. September 2019 Kanzlerin der Hochschule Weihenstephan-Triesdorf.

## Veröffentlichungen
- Recht aus christlicher Liebe oder obrigkeitlicher Gesetzesbefehl? Juristische Untersuchungen zu den evangelischen Kirchenordnungen des 16. Jahrhunderts (= Jus Ecclesiasticum Bd. 49). Mohr, Tübingen 1995, ISBN 3-16-146155-X (Zugl.: Diss. jur. München 1991).